# وزارت معادن و انرژی برزیل
وزارت معادن و انرژی برزیل بخشی از کابینه دولت برزیل است که در سال ۱۹۶۰ تأسیس شد. وظایف این وزارت گسترش سرمایه‌گزاری در فعالیت‌های معدن و انرژی، تأمین سرمایه برای پژوهش‌های علمی و مجموعه ای از سیاست‌های دولتی است. پیش از تأسیس این وزارت، نظارت بر معادن و انرژی به عهده وزارت کشاورزی بوده‌است. وزیر کنونی این وزارت «فرناندو کوئلیو فیلیو» است.